# Thomas megye (Nebraska)
Thomas megye az Amerikai Egyesült Államokban, azon belül Nebraska államban található. Megyeszékhelye és legnagyobb városa Thedford. Lakosainak száma 669 fő (2020. április 1.). Thomas megye Cherry, Logan, Blaine, Hooker és McPherson megyékkel határos.

## Népesség
A megye népességének változása:
| Lakosok száma | 649  | 695  | 692  | 699  | 684  | 669  |
|               | 2010 | 2011 | 2012 | 2013 | 2015 | 2020 |